# Wolenice
Wolenice (prononciation : [vɔlɛˈnit͡sɛ]) est un village polonais de la gmina de Rozdrażew dans le powiat de Krotoszyn de la voïvodie de Grande-Pologne dans le centre-ouest de la Pologne.
Il se situe à environ 5 kilomètres à l'ouest de Rozdrażew (siège de la gmina), à 10 kilomètres au nord de Krotoszyn (siège du powiat) et à 80 kilomètres au sud-est de Poznań (capitale régionale).

## Histoire
De 1975 à 1998, le village faisait partie du territoire de la voïvodie de Kalisz.

Depuis 1999, Wolenice est situé dans la voïvodie de Grande-Pologne.